# Jesús Manuel Sánchez Cabrera
Jesús Manuel Sánchez Cabrera (Àvila, 1 d'agost de 1982) és un polític i empleat de banca espanyol, alcalde d'Àvila des de 2019. Va ser president de la Diputació Provincial d'Àvila entre 2015 i 2019.

## Biografia
Nascut l'1 d'agost de 1982 a Àvila, i amb estudis de Ciències Polítiques i de l'Administració, va treballar com a empleat de banca de 2007 a 2015. En 2011 va ser triat per primera vegada regidor del municipi avilès de Padiernos. Aquest mateix any, es va convertir també en diputat provincial d'Àvila.
Va ser investit president de la Diputació Provincial d'Àvila el 25 de juny de 2015, de forma sorprenent, després d'imposar-se al candidat oficial del Partit Popular (PP), Pablo Luis Gómez. Va derrotar a aquest últim en el ple de constitució de la corporació provincial en segona tornada amb el vot, a part del de 9 diputats díscols del PP, d'un diputat de Ciutadans-Partit de la Ciutadania (C's) i un altre diputat de Tracte Ciutadà (TC), sumant 11 vots a favor enfront de 5 de Gómez. Va ser castigat amb la suspensió per un any de militància en el PP per aquest acte de rebel·lia.
L'1 de març de 2019 va abandonar el PP, després de la designació per part de la direcció del PP de Sonsoles Sánchez-Reyes com a aspirant del partit a l'alcaldia d'Àvila, anunciant les seves intencions de concórrer en la candidatura de Per Àvila (XAV), partit de nova creació conformat per exmilitantes del PP que ja li havia demanat formalment amb anterioritat que fos el seu candidat.
Després de ser anunciada la seva inclusió com a candidat a les llistes de XAV, el 27 de març de 2019 va ser desallotjat de la presidència de la corporació provincial amb el triomf d'una moció de censura presentada pel PP, amb el suport d'un diputat provincial d'Unió Progrés i Democràcia, va ser succeït en el càrrec per Carlos González.
La llista que va encapçalar per a les municials va obtenir una majoria simple d'11 regidors a les eleccions del 26 de maig de 2019 a la capital avilesa.